# Халон
Халон (на испански: río Jalón, на арагонски: río Xalón) е река в Североизточна Испания (автономни области Кастилия и Леон и Арагон), десен приток на Ебро. Дълга е 224 km, а площта на водосборния ѝ басейн е 9338 km².

## Географска характеристика
Река Халон води началото си на 1127 m н.в. от северния склон на планината Сиера Министра (източната част на планинската система Централна Кордилиера), на 11 km южно от град Мединасели, в югоизточната част на провинция Сория (автономната област Кастилия и Леон). По цялото си протежение тече в североизточна посока. В горното течение пресича обширната котловина Атека, но и тук долината на реката е тясна и дълбоко всечена в околния релеф. След град Калатаюд чрез дълбоко и тясно дефиле (на места типично каньонообразно) проломява централната част на Иберийските планини. При град Рикла излиза от дефилето и тече по широката долина на река Ебро, като течението ѝ се успокояна, а долината ѝ значително се разширява. Влива се отдясно в река Ебро на 206 н.в., на 4 km източно от град Алагон, в провинция Сарагоса.
Водосборният басейн на Халон обхваща площ от 9338 km², което представлява 10,76% от водосборния басейн на река Ебро. На изток и север водосборният басейн на Халон граничи с водосборните басейни на реките Уерва, Агуасвивас, Мартин и други по-малки, десни притоци на Ебро, на юг – с водосборния басейн на река Турия (от басейна на Средиземно море), а на югозапад и запад – с водосборните басейни на реките Тахо и Дуеро (от басейна на Атлантическия океан).
Основни притоци:
- леви – Нагима (34 km, 469 km²);
- десни – Пиедра (66 km), Хилока (126 km, 2957 km²).

Река Халон има предимно дъждовно подхранване и ясно изразено зимно пълноводие. Средният годишен отток в долното ѝ течение е 20,8 m³/sec.

## Стопанско значение, селища
Река Халон има важно хидроенергийно, транспортно и иригационно значение. По течението на реката и по някои от десните ѝ притоци са изградени няколко ВЕЦ-а. В пределите на Атекската котловина и в долното ѝ течение част от водите ѝ се използват за напояване. Почти по цялото протежение на реката преминават участъци от главната жп линия и от първокласното шосе Сарагоса – Мадрид. По-големите селища, разположени по течението ѝ, са: Ариса, Сетина, Атека, Калатаюд, Калаторас, Епила, Алагон и др., всичките в провинция Сарагоса.